# Pourrain
Pourrain és un municipi francès, situat al departament del Yonne i a la regió de Borgonya - Franc Comtat. L'any 2007 tenia 1.409 habitants.

## Demografia

### Població
El 2007 la població de fet de Pourrain era de 1.409 persones. Hi havia 508 famílies, de les quals 95 eren unipersonals (37 homes vivint sols i 58 dones vivint soles), 190 parelles sense fills, 198 parelles amb fills i 25 famílies monoparentals amb fills.
La població ha evolucionat segons el següent gràfic:
Habitants censats

### Habitatges
El 2007 hi havia 601 habitatges, 530 eren l'habitatge principal de la família, 47 eren segones residències i 25 estaven desocupats. 583 eren cases i 18 eren apartaments. Dels 530 habitatges principals, 464 estaven ocupats pels seus propietaris, 55 estaven llogats i ocupats pels llogaters i 11 estaven cedits a títol gratuït; 6 tenien una cambra, 15 en tenien dues, 69 en tenien tres, 136 en tenien quatre i 303 en tenien cinc o més. 348 habitatges disposaven pel capbaix d'una plaça de pàrquing. A 186 habitatges hi havia un automòbil i a 317 n'hi havia dos o més.

### Piràmide de població
La piràmide de població per edats i sexe el 2009 era:
| Homes | Edats   | Dones |
| ----- | ------- | ----- |
| 0     | 95 o +  | 8     |
| 8     | 90 a 94 | 4     |
| 0     | 85 a 89 | 12    |
| 0     | 80 a 84 | 0     |
| 20    | 75 a 79 | 28    |
| 20    | 70 a 74 | 44    |
| 52    | 65 a 69 | 52    |
| 40    | 60 a 64 | 32    |
| 24    | 55 a 59 | 20    |
| 44    | 50 a 54 | 28    |
| 32    | 45 a 49 | 56    |
| 64    | 40 a 44 | 64    |
| 32    | 35 a 39 | 32    |
| 52    | 30 a 34 | 36    |
| 28    | 25 a 29 | 36    |
| 20    | 20 a 24 | 20    |
| 60    | 15 a 19 | 48    |
| 40    | 10 a 14 | 52    |
| 32    | 5 a 9   | 24    |
| 44    | 0 a 4   | 12    |

## Economia
El 2007 la població en edat de treballar era de 895 persones, 691 eren actives i 204 eren inactives. De les 691 persones actives 630 estaven ocupades (339 homes i 291 dones) i 61 estaven aturades (27 homes i 34 dones). De les 204 persones inactives 97 estaven jubilades, 61 estaven estudiant i 46 estaven classificades com a «altres inactius».

### Ingressos
El 2009 a Pourrain hi havia 561 unitats fiscals que integraven 1.451,5 persones, la mediana anual d'ingressos fiscals per persona era de 19.665 €.

### Activitats econòmiques
Dels 50 establiments que hi havia el 2007, 1 era d'una empresa alimentària, 1 d'una empresa de fabricació de material elèctric, 2 d'empreses de fabricació d'altres productes industrials, 12 d'empreses de construcció, 12 d'empreses de comerç i reparació d'automòbils, 3 d'empreses de transport, 3 d'empreses d'hostatgeria i restauració, 1 d'una empresa financera, 4 d'empreses de serveis, 8 d'entitats de l'administració pública i 3 d'empreses classificades com a «altres activitats de serveis».
Dels 21 establiments de servei als particulars que hi havia el 2009, 1 era una oficina de correu, 1 una oficina bancària, 4 tallers de reparació d'automòbils i de material agrícola, 4 paletes, 2 guixaires pintors, 4 fusteries, 1 lampisteria, 2 perruqueries i 2 restaurants.
Dels 3 establiments comercials que hi havia el 2009, 1 era una botiga de més de 120 m², 1 una botiga de menys de 120 m² i 1 una botiga de roba.
L'any 2000 a Pourrain hi havia 25 explotacions agrícoles que ocupaven un total de 1.200 hectàrees.

## Equipaments sanitaris i escolars
L'únic equipament sanitari que hi havia el 2009 era una farmàcia.
El 2009 hi havia una escola elemental.

## Poblacions més properes
El següent diagrama mostra les poblacions més properes.